# Olten (huyện)
Huyện Olten (tiếng Pháp: District du Olten, tiếng Đức: Bezirk Olten) là một huyện hành chính của Thụy Sĩ. Huyện này thuộc bang Bang Solothurn. Huyện Olten có diện tích 81 km², dân số theo thống kê của cục thống kê Thụy Sĩ năm 1999 là 48935 người. Trung tâm của huyện đóng ở Olten. Mã của huyện là 1108.